# Liste der Michigan State Historic Sites im Osceola County

Lage des Osceola Countys in Michigan

Diese Liste der Michigan State Historic Sites im Osceola County nennt alle als Michigan State Historic Site eingestuften historischen Stätten im Osceola County im US-Bundesstaat Michigan. Die mit † markierten Stätten sind gleichzeitig im National Register of Historic Places eingetragen.
| Name                                          | Bild | Lage                                                                      | Ort                | Eintrag seit  |
| --------------------------------------------- | ---- | ------------------------------------------------------------------------- | ------------------ | ------------- |
| Hersey Congregational Church                  |      | 216 South Main                                                            | Hersey             | 15. Juni 1979 |
| Joseph W. Guyton Informational Designation    |      | 308 North Main Street                                                     | Tustin             | 15. Juni 2005 |
| John E. Larson Farm                           |      | 20432 Mackinaw Trail                                                      | Tustin             | 5. Juni 1997  |
| Marion Mill Pond                              |      | M-66, ein Block nördlich der Main Street, benachbart zum Lake Shore Drive | Marion             | 15. Apr. 1999 |
| North Evart United Methodist Church           |      | 8985 90th Avenue                                                          | Umgebung von Evart | 20. Juli 1984 |
| Reed City Community Building (abgerissen)     |      | Slosson Avenue am Chestnut Museum                                         | Reed City          | 21. Sep. 1988 |
| Swedish Evangical Lutheran Church             |      | 308 Michigan Avenue                                                       | Tustin             | 15. Juli 2004 |
| Swedish Immigration Informational Designation |      | alte US-131 bei Tustin, etwa 15 km südlich von Cadillac                   | Tustin             | 15. Juni 1979 |

## Belege
1. ↑  National Register Information System. In: National Register of Historic Places. National Park Service, abgerufen am 13. März 2009 (englisch).